# Devastator (album)
Devastator è il quinto album in studio del gruppo musicale statunitense Phantom Planet, pubblicato nel 2020 a dodici anni di distanza dal precedente.

## Tracce
1. BALISONG – 3:40
2. Party Animal – 3:27
3. Only One – 4:10
4. Leave a Little Light On – 4:03
5. Time Moves On – 4:30
6. Through the Trees – 4:08
7. Torture Me – 3:58
8. Dear Dead End – 3:23
9. Waiting for the Lights to Change – 4:42
10. Gold Body Spray – 2:49
11. ROTK – 4:00